# Пилипець Степан Маркович
Степан Маркович Пилипець (Пелепець) (8 січня 1913, село Краснопілля Охтирського повіту Харківської губернії, тепер смт. Краснопільського району Сумської області — 2 квітня 1989, місто Москва) — радянський державний діяч, 1-й секретар Кемеровського обласного комітету КПРС. Кандидат у члени ЦК КПРС у 1956—1961 роках. Депутат Верховної ради СРСР 5-го скликання.

## Життєпис
Народився в селянській родині Марка Михайловича і Марфи Михайлівни Пелепець. З червня 1927 року працював у господарстві батька в селі Краснопіллі.
У червні 1929 — жовтні 1930 року — інструктор із політико-просвітницької роботи Краснопільського районного відділу народної освіти.
У жовтні 1930 — грудні 1931 року — слухач робітничогоу факультеті при Сумському педагогічному інституті.
У грудні 1931 — жовтні 1932 року — токар, технолог, секретар комітету ЛКСМУ Сумського машинобудівного заводу імені Фрунзе.
Член ВКП(б) з квітня 1932 року.
У жовтні 1932 — листопаді 1934 року — в Червоній армії: командир взводу, відповідальний секретар комітету комсомолу 4-го кавалерійського полку в місті Проскурові.
У листопаді 1934 — лютому 1935 року — заступник редактора газети «Компресор» Сумського машинобудівного заводу імені Фрунзе.
У лютому 1935 — березні 1936 року — заступник голови заводського комітету, в березні — серпні 1936 року — технолог, у серпні 1936 — червні 1937 року — секретар комітету ЛКСМУ Сумського машинобудівного заводу імені Фрунзе.
У червні — липні 1937 року — директор навчального комбінату промислової кооперації артілі «Ідеал» міста Суми.
У липні 1937 — лютому 1938 року — викладач історії Сумського технологічного технікуму.
У лютому — травні 1938 року —  інструктор Сумського міського комітету КП(б)У.
У травні 1938 — червні 1939 року — заступник секретаря, секретар заводського комітету Сумського машинобудівного заводу імені Фрунзе.
У червні 1939 — жовтні 1941 року — партійний організатор ЦК ВКП(б) Сумського машинобудівного заводу імені Фрунзе.
У жовтні 1941 — січні 1942 року — партійний організатор ЦК ВКП(б) заводу імені Колющенко міста Челябінська.
У січні — травні 1942 року — партійний організатор ЦК ВКП(б) заводу «Челябкомпресор» міста Челябінська.
У травні 1942 — лютому 1945 року — 1-й секретар Копейського міського комітету ВКП(б) Челябінської області.
У лютому 1945 — травні 1946 року — 1-й секретар Магнітогорського міського комітету ВКП(б) Челябінської області.
У травні 1946 — липні 1947 року — інспектор Управління кадрів ЦК ВКП(б).
У липні 1947 — вересні 1949 року — 2-й секретар Брянського обласного комітету ВКП (б).
У вересні 1949 — липні 1952 року — слухач Вищої партійної школи при ЦК ВКП(б).
У липні 1952 — серпні 1954 року — інспектор ЦК ВКП(б) (КПРС).
У серпні 1954 — червні 1955 року — завідувач сектора відділу партійних органів ЦК КПРС по РРФСР.
У червні — грудні 1955 року — заступник завідувача відділу партійних органів ЦК КПРС по РРФСР.
22 грудня 1955 — 12 лютого 1960 року — 1-й секретар Кемеровського обласного комітету КПРС.
У 1960—1971 роках — заступник голови виконавчого комітету Калінінської обласної ради депутатів трудящих.
У 1971—1979 роках — старший інспектор з туризму виконавчого комітету Калінінської обласної ради депутатів трудящих.
З 1979 року — персональний пенсіонер союзного значення в Москві.
Помер 2 квітня 1989 року. Похований в Москві на Кунцевському цвинтарі.

## Нагороди
- три ордени Трудового Червоного Прапора (1944, 11.01.1957, 1966)
- орден Червоної Зірки (1943)
- орден «Знак Пошани» (1943)
- медаль «За доблесну працю у Великій Вітчизняній війні 1941—1945 рр.»
- медаль «За освоєння цілинних земель» (20.10.1956)
- медаль «За трудову доблесть» (29.12.1959)
- медалі